# Промис, Доменико

Доменико Промис. «MONETE DELLA REPUBBLICA DI SIENA NUMISMATICA». 1868 г.

Доменико Казимиру Промис (итал. Domenico Promis; 4 марта 1804, Турин — 6 февраля 1874, Турин) — итальянский нумизмат и историк.
Брат архитектора, историка и археолога Карло Промиса и отец нумизмата и историка Винченцо Промиса.
Был директором туринского мюнцкабинета и библиотекарем Королевской библиотеки в Турине.
Автор капитального труда «Monete dei Reali di Savoia» (Турин, 1841), «Monete ossidionali del Piemonte» (Турин, 1834), монографии о древнейших папских монетах с 1000 года «Monete dei Romani Pontifici» (Турин, 1858), о генуэзских монетах, выбитых на острове Хиосе, о монетах Сиенской республики и т. д.

## Избранные публикации
- Sull’origine della Zecca Veneta. Torino, 1868 (второе издание, 1883).
- Tavole sinottiche delle monete battute in Italia e da Italiani all’estero. Torino, 1869.
- Sigilli italiani editi ed illustrati. Torino. 1874.
- Tessere di Principi di Casa Savoia o relative ai loro antichi Stati. Torino, 1879.